# Энси

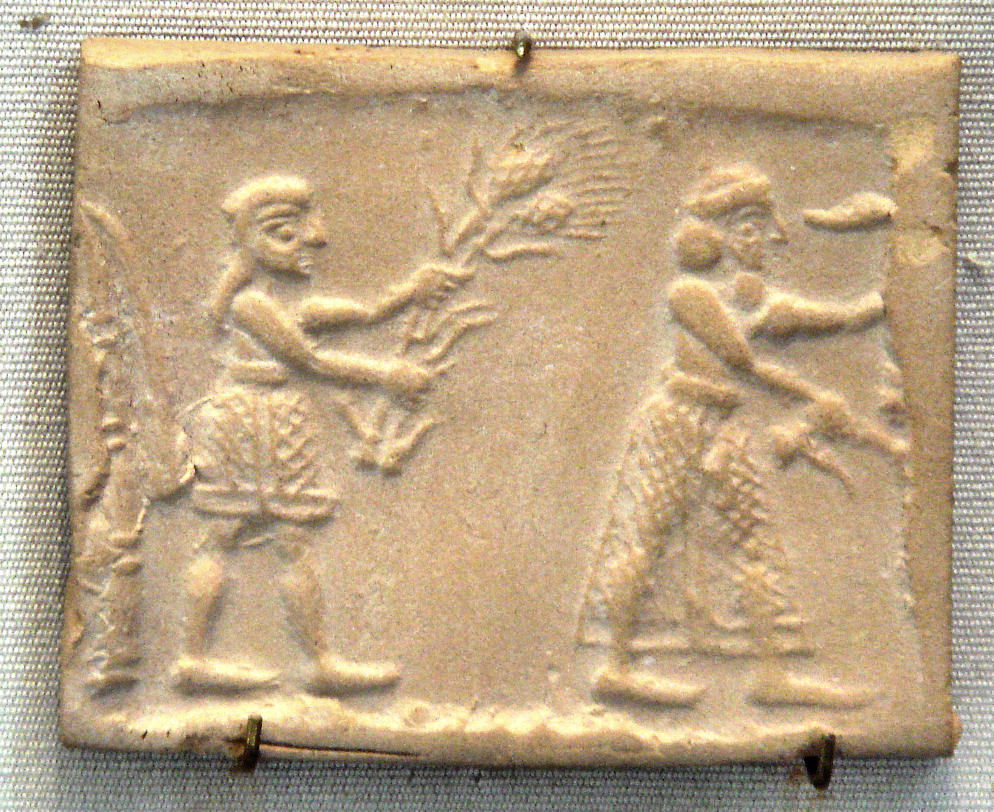
Оттиск шумерской цилиндрической печати, датируемый примерно 3200 годом до н. э., на котором изображен энси и его прислужник, кормящий священное стадо

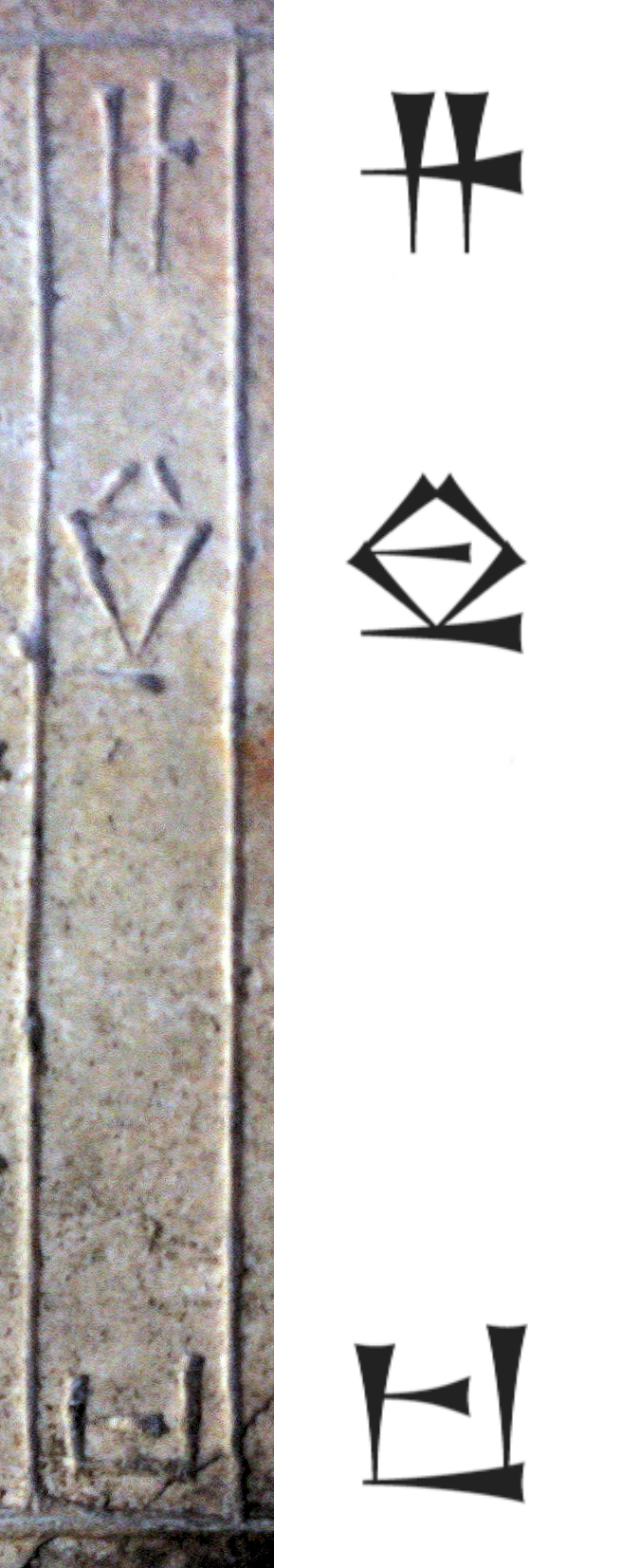
ПА.ТЕ.СИ (энси) на табличке Лугаланатум

Э́нси (аккад. ишшаккум; шумерское устаревшее прочтение — патеси) — в Древней Месопотамии с XXVII—XXVI веков до н. э. правитель города-государства. Термин этот выписывается с помощью составной идеограммы па-те-си и, видимо, означает «вождя (па) разграничивающего (си) храмовый участок (те)». В действительности, однако, энси имел и культовые, и даже военные функции: так, он возглавлял дружину из храмовых людей.
Власть энси была ограничена советом старейшин и народным собранием, нередко энси подчинялись военным вождям-гегемонам (лугалям). При III династии Ура энси превратились в назначаемых царём окружных начальников.
Во 2-м тысячелетии до н. э. так называли земледельцев-издольщиков царских и храмовых хозяйств, лишённых собственности на средства производства и подвергавшихся полурабской эксплуатации.